# Manuel Molins i Casaña
Manuel Molins i Casaña (Alfara del Patriarca, 1946) és un dramaturg i professor de literatura valencià.

## Biografia
Tot i nàixer a Montcada, ben prompte es va traslladar a viure al poble veí d'Alfara del Patriarca (a l'Horta Nord) amb la seua família i actualment resideix a València. Es va llicenciar per la Universitat de Santo Tommasso de Roma i per la de València, però la seua formació teatral és producte d'una activitat personal intensa, continuada i independent.
És fundador del Grup 49, amb el qual participa en el moviment de teatre independent, que pretén acostar el teatre valencià a les tendències europees, tot mantenint els elements populars, com ara el sainet. És un autor prolífic i la seva producció teatral presenta una gran diversitat formal i temàtica. Francesc Foguet, professor de literatura catalana de la Universitat Autònoma de Barcelona situa la seva escriptura «en el centre de les preocupacions filosòfiques i les paradoxes polítiques i socials de la contemporaneïtat»
També s'ha interessat per la direcció escènica i el muntatge d'espectacles partint de textos o poemes d'autors com Joan Fuster, Vicent Andrés Estellés o Mercè Rodoreda. Ha versionat autors universals com Shakaspeare o Txèhov.
La seua trajectòria ha estat reconeguda amb nombrosos premis, com ara el Premi de la Crítica de teatre de l’Institut Interuniversitari de Filologia Valenciana, el Premi Octubre de teatre, el Premi de la Crítica dels Escriptors Valencians en vuit ocasions i el Premi Ciutat de València en dues ocasions. L'any 2017 va obtenir el Premi Pere Capellà de teatre, la denominació que rebia en aquell moment el Premi Octubre de teatre, per Poder i santedat (Els àngels de Sodoma).
L’any 2018 la Generalitat Valenciana li va concedir el Premi d’Honor de les Arts Escèniques. Aquesta obra va ser estrenada i representada al Teatre Principal de València, del 16 d'octubre al 8 de novembre de 2020, muntada i dirigida per Paco Azorín.

## Obra
- 1981 - Quatre històries d'amor per a la reina Germana
- 1981 - Ginesta
- 1985 - Tango
- 1985 - Centaures
- 1986 - Dansa del vetlatori
- 1990 - Els viatgers de l'absenta
- 1992 - Ombres de la ciutat
- 1993 - Ni tan alts, ni tan rics
- 1994 - L'amant del paradís
- 1998 - Tànger
- 1999 - Trilogia d'exilis
- 2000 - Shakespeare: (la mujer silenciada)
- 2001 - Rosegó, el rodamón
- 2002 - Abú Magrib
- 2002 - La Divina Tramoia (Escenes)
- 2003 - Canto de Ilir Kosoré
- 2003 - Una altra Ofèlia
- 2003 - Elisa
- 2003 - Happy Birthday to You
- 2006 - Combat
- 2006 - Monopatins (Skaters)
- 2009 - Dones, dones, dones
- 2010 - Shakespeare (La dona silenciada)
- 2012 - València, Hollywood, Iturbi
- 2014 - Blut und Boden (Sang i Pàtria)
- 2015 - Déus, dies i treballs
- 2015 - Bagdad (Dones al jardí)
- 2017 - Poder i santedat (Els àngels de Sodoma), Premi Pere Capellà de teatre[5]
- 2017 - Les veus de la frontera
- 2019 - Teatre complet 1. Pròlegs de Francesc Foguet, Manuel Molins i Simona Škrabec. València: Institució Alfons el Magnànim.
- 2020 - Teatre complet 2. València: Institució Alfons el Magnànim.
- 2021 - Teatre complet 3. València: Institució Alfons el Magnànim.

### Versions
- 1983-1984 - Antoni i Cleopatra (a partir de l'obra Shakespeare)

- 2008 - Un dia. Mirall trencat (a partir l'obra de Mercè Rodoreda)
- 2002 - Paraules en carn viva, sobre textos i poemes de Joan Fuster
- 2018 - El jardí dels cirerers (a partir l'obra de Txèkhov)

### Crítica literària o assaig
- Et verbum caro factum est
- El teatre independent a València: Un relat
- 1989 - L'experiència del teatre i la prosòdia valenciana
- 1993 - Alternatives dramatúrgiques del teatre valencià dels anys 70
- 1993 - El teatre de Vicent Andrés Estellés (Dins la memòria)